# Bezirk Prachatitz
Der Bezirk Prachatitz (tschechisch Okresní hejtmanství Prachatice) war ein Politischer Bezirk im Königreich Böhmen. Der Bezirk umfasste Gebiete in Südböhmen im heutigen Jihočeský kraj (Okres Prachatice). Sitz der Bezirkshauptmannschaft war die Stadt Prachatitz (Prachatice).

## Geschichte
Die modernen, politischen Bezirke der Habsburgermonarchie wurden 1868 im Zuge der Trennung der politischen von der judikativen Verwaltung geschaffen.
Der Bezirk Prachatitz wurde 1868 aus den Gerichtsbezirken Prachatitz (tschechisch soudní okres Prachatice), Netolitz (Netolice) und Winterberg (Vimperk) gebildet.
1874 entstand auf dem Gebiet des Bezirks Prachatitz zudem der Gerichtsbezirk Wallern (Volary), der aus Gemeinden der Gerichtsbezirke Prachatitz, Winterberg und Oberplan gebildet wurde.
Die Änderung wurde per 3. November 1874 amtswirksam.
Im Bezirk Prachatitz lebten 1869 69.811 Personen, wobei der Bezirk ein Gebiet von 18,7 Quadratmeilen und 87 Gemeinden umfasste.
1900 beherbergte der Bezirk 73.416 Menschen, die auf einer Fläche von 1094,42 km² bzw. in 105 Gemeinden lebten.
Der Bezirk Prachatitz umfasste 1910 eine Fläche von 1094,42 km² und eine Bevölkerung von 74.212 Personen. Von den Einwohnern hatten 37.742 Tschechisch und 36.280 Deutsch als Umgangssprache angegeben, wobei der Gerichtsbezirk Wallern fast ausschließlich deutschsprachig und der Gerichtsbezirk Netolitz fast ausschließlich tschechischsprachig besiedelt war. Die übrigen beiden Gerichtsbezirke waren gemischtsprachig. Weiters lebten im Bezirk 190 Anderssprachige oder Staatsfremde. Zum Bezirk gehörten vier Gerichtsbezirke mit insgesamt 106 Gemeinden bzw. 184 Katastralgemeinden.
Das Gebiet gehörte seit 1918 zur neu gegründeten Tschechoslowakei. 1939 wurde das Gebiet des bisherigen Politischen Bezirks Prachatitz teilweise dem Land Bayern des Deutschen Reiches zugeteilt und daraus der Landkreis Prachatitz gebildet. Der andere Teil (Gerichtsbezirk Netolitz und tschechische Teile der Gerichtsbezirke Prachatitz und Winterberg) kam zum Protektorat Böhmen und Mähren bzw. Landkreis Krummau an der Moldau. Nach Ende des Zweiten Weltkriegs wurde das Gebiet 1945 wieder der Tschechoslowakei übertragen und ist seit 1993 ein Teil Tschechiens.

## Gemeinden
Der Bezirk Prachatitz umfasste Ende 1914 die 106 Gemeinden Babice (Bowitz), Bělč (Běleč), Bohumilitz (Bohumilice), Boschitz (Bošice), Busk (Boubská), Buchwald (Bučina), Budkau (Budkov), Černoves (Schwarzdorf), Böhmisch Röhren (České Žleby), Humwald (Chlum u Volar), Chocholata Lhota (Chocholatá Lhota), Chroboly (Chroboly), Chumen (Chumena), Chvalovice (Kollowitz), Čichtice (Tschichtitz), Čkyn (Čkyně), Dolan (Dolany), Unterkožli (Dolní Kožlí), Dwur (Dvory), Pfefferschlag (Fefry), Frauenthal (Frantoly), Hlavatce (Hlawatetz), Hoříkovice (Horikowitz), Horní Chrášťany (Obergroschum), Oberschneedorf (Horní Sněžná), Obermoldau (Horní Vltavice), Obersablat (Horní Záblatí), Rabitz (Hrabice), Hracholusky (Hracholusk), Obora (Thiergarten), Hrbov (Herbes), Husinetz (Husinec), Hvožďany (Hwozdan), Jelemka (Jelenky), Klösterle (Klášterec), Fürstenhut (Knížecí Pláně), Korkushütten (Korkusova Huť), Christelschlag (Křišťanovice), Krtely (Krtel), Außergefild (Kvilda), Laschitz (Lažiště), Lékařova Lhota (Likařowa Lhota), Rohn (Leptač), Lhenice (Elhenitz), Libějice (Libějitz), Lipowitz (Lipovice), Lužice u Netolic (Lužitz), Mahouš (Mahausch), Malovice (Großmalowitz), Malovičky (Kleinmalowitz), Mitschowitz (Mičovice), Oberschlag (Milejšice), Nebahau (Nebahov), Němčice u Netolic (Němčitz), Nestanice (Nestanitz), Netolice (Netolitz), Kaltenbach (Nové Hutě), Neugebäu (Nový Svět), Olšovice (Wolschowitz), Wonschowitz (Onšovice), Wosek (Oseky), Oujezdec (Wagnern), Auritz (Ouřice), Pietschau (Pěčnov), Petrův Dvůr (Peterhof), Podeřiště  (Podeřischt), Prachatitz (Prachatice), Gansau (Pravětín), Protivec (Protiwetz), Radschau (Račov), Radomilice (Radomilitz), Pumperle (Řasnice), Repeschin (Řepešín), Selec (Selz), Landstraßen (Silnice), Šipoun (Schippaun), Schreinetschlag (Skříněřov), Brenntenberg (Spálenec), Altprachatitz (Staré Prachatice), Kuschwarda (Strážný), Strpy (Strp), Huschitz (Hoštice), Sankt Mařa  (Svatá Maří), Schwihau (Švihov), Svonice (Swonitz), Tieschowitz (Těšovice), Třebanice (Trebanitz), Truskovice (Truskowitz), Vatkov (Wagau), Velký Bor (Großbor), Winterberg (Vimperk), Vitějice (Witějitz), Wällischbirken (Vlachovo Březí), Wallern (Volary), Wolletschlag (Volovice), Wischkowitz (Výškovice), Sablat (Záblatí), Zaborz (Záboří), Zabrdy (Zábrdí), Zarowna (Žárovná), Oberhaid (Zbytiny), Großzdikau (Zdíkov), Kleinzdikau (Zdíkovec), Žernovice (Zernowitz), Žitná (Žittna) und Zvířetice (Swieretitz).